# Arvi Pohjanpää
Sulo Arvi Pohjanpää (Finnország, Helsinki, 1887. július 10. – Finnország, Helsinki, 1959. december 21.) olimpiai bronzérmes finn tornász.
Az 1908. évi nyári olimpiai játékokon indult, és mint tornász versenyzett. Csapat összetettben bronzérmes lett.
Klubcsapata a Ylioppilasvoimistelijat volt.
A olimpikon műugró Laura Kivelä mostohaapja.